# Homegrown (filme)
Homegrown (Brasil: Três Sócios Duvidosos / Portugal: Traficantes Aprendizes) é um filme de amigos estadunidense de comédia dramática, humor ácido e suspense de 1998 dirigido por Stephen Gyllenhaal e estrelado por Billy Bob Thornton, John Lithgow e Hank Azaria.

## Sinopse
Os coletores de maconha do norte da Califórnia tentam manter o negócio funcionando, negociando a maior venda de todos os tempos e mantendo um segredo. Mas quando parceiros silenciosos, a máfia americana, a polícia e outros intrometidos invadem a festa, eles começam a perceber que estão perdendo suas cabeças.

## Elenco
- John Lithgow como Malcolm / Robert Stockman
- Jon Tenney como piloto de helicóptero
- Ryan Phillippe como Harlan Dykstra
- Hank Azaria como Carter
- Billy Bob Thornton como Jack Marsden
- Kelly Lynch como Lucy
- Jon Bon Jovi como Danny
- Kleoka Renee Sands como uma menina de 4 anos
- Matt Ross como Ben Hickson
- Judge Reinhold como policial
- Leigh French como garçonete
- Christopher Dalton como velho fazendeiro
- Jamie Lee Curtis como Sierra Kahan
- Ted Danson como Gianni Saletzzo
- Tiffany Paulsen como como Heather, a criadora de gado
- Jeanette H. Wilson como Mulher de Cabelos Brancos
- Jake Gyllenhaal como Jake / Blue Kahan
- Seamus McNally como Hippie Hank
- Steve Carell como rapaz na festa com calças engraçadas (sem créditos)
- Ramsay Midwood como Bill, o cara do posto de gasolina

## Trilha sonora
A trilha sonora foi lançada em 11 de junho de 2002 pela Will Records.
Lista de trilhas:
1. "Smoke Two Joints" by Sublime [4:46] – (versão original por The Toyes)
2. "Book Of Rules" por The Heptones [3:51]
3. "GBH" por Death In Vegas [5:13]
4. "Pass The Dutchie" por Buck-O-Nine [2:59]
5. "We Are Dumb" por Home Grown [1:55]
6. "I Smell A Rat" por Sebadoh [1:36]
7. "Stars" por Green Apple Quick Step [3:17]
8. "Gone To Stay" por Elaine Summers [3:58]
9. "Great Escape" por Chaser [4:44]
10. "Sick And Beautiful" por Artificial Joy Club [4:24]
11. "Electro Glide in Blue" por Apollo Four Forty [8:36]
12. "Burn" por Lucky Me [4:10]
13. "Hold on to Me" por Cowboy Junkies [3:21]